# Vanessa Spínola
Vanessa Chefer Spínola (San Paolo, 5 marzo 1990) è una multiplista brasiliana.

## Biografia
Spínola ha intrapreso la strada dell'atletica leggera nel 2006 per presentarsi l'anno successivo ad una platea mondiale partecipando ai Mondiali allievi in Repubblica Ceca. Dal 2009, dopo aver vinto una medaglia d'oro ai Campionati panamericani juniores a Trinidad, ha esordito con la nazionale seniores ai Campionati sudamericani in Perù, vincendo egualmente un oro. Oltre alla carriera portata avanti con successo nelle manifestazioni regionali, Spínola partecipa nel 2015 vince una medaglia di bronzo ai Giochi panamericani in Canada, a cui fa seguito la partecipazione ai Mondiali in Cina e a cui segue l'anno successivo la partecipazione ai Giochi olimpici di Rio de Janeiro 2016.
Nel 2016, inoltre, ha conquistato il record sudamericano nel pentathlon in Estonia.

## Record nazionali
- Eptathlon: 6188 p. ( São Bernardo, 1º luglio 2016)
- Pentathlon: 4292 p. ( Tallinn, 14 febbraio 2016)

## Progressione

### Eptathlon
| Stagione | Punteggio | Luogo        | Data       | Rank. Mond. |
| -------- | --------- | ------------ | ---------- | ----------- |
| 2019     | 5955 p.   | Arona        | 9-6-2019   |             |
| 2018     | 5939 p.   | Bragança     | 16-9-2018  |             |
| 2017     | 5812 p.   | São Bernardo | 11-6-2017  |             |
| 2016     | 6188 p.   | São Bernardo | 1-7-2016   |             |
| 2015     | 6103 p.   | Arona        | 7-6-2015   |             |
| 2014     | 5945 p.   | San Paolo    | 10-10-2014 |             |
| 2012     | 6015 p.   | Maringá      | 9-9-2012   |             |
| 2011     | 5545 p.   | San Paolo    | 5-8-2011   |             |
| 2010     | 5688 p.   | Kladno       | 16-6-2010  |             |
| 2009     | 5763 p.   | Bragança     | 31-5-2009  |             |
| 2008     | 5233 p.   | Bydgoszcz    | 12-7-2008  |             |
| 2006     | 4202 p.   | San Paolo    | 14-9-2006  |             |

## Palmarès
| Anno | Manifestazione             | Sede           | Evento         | Risultato | Prestazione | Note |
| ---- | -------------------------- | -------------- | -------------- | --------- | ----------- | ---- |
| 2007 | Sudamericani U20           | San Paolo      | Salto in lungo | Oro       | 5,79 m      |      |
| 2007 | Mondiali U18               | Ostrava        | Eptathlon      | 21ª       | 4575 p.     |      |
| 2008 | Sudamericani U23           | Lima           | Eptathlon      | Oro       | 5138 p.     |      |
| 2008 | Mondiali U20               | Bydgoszcz      | Eptathlon      | 16ª       | 5233 p.     |      |
| 2009 | Sudamericani U20           | San Paolo      | 100 m piani    | 4ª        | 11"95       |      |
| 2009 | Sudamericani U20           | San Paolo      | Eptathlon      | Oro       | 5574 p.     |      |
| 2009 | Sudamericani U20           | San Paolo      | 4×100 m        | Oro       | 45"86       |      |
| 2009 | Panamericani U20           | Port of Spain  | Eptathlon      | Oro       | 5574 p.     |      |
| 2009 | Sudamericani               | Lima           | Eptathlon      | Oro       | 5578 p.     |      |
| 2010 | Sudamericani U23           | Medellín       | Eptathlon      | dnf       | dnf         |      |
| 2010 | Campionati ibero-americani | San Fernando   | Eptathlon      | 4ª        | 5304 p.     |      |
| 2011 | Sudamericani               | Buenos Aires   | Eptathlon      | Oro       | 5428 p.     |      |
| 2012 | Sudamericani U23           | San Paolo      | Eptathlon      | Oro       | 5899 p.     |      |
| 2014 | Campionati ibero-americani | San Paolo      | Eptathlon      | Oro       | 5722 p.     |      |
| 2015 | Giochi panamericani        | Toronto        | Eptathlon      | Bronzo    | 6035 p.     |      |
| 2015 | Mondiali                   | Pechino        | Eptathlon      | 26ª       | 5647 p.     |      |
| 2016 | Giochi olimpici            | Rio de Janeiro | Eptathlon      | 23ª       | 6024 p.     |      |
| 2017 | Mondiali                   | Londra         | Eptathlon      | 27ª       | 4500 p.     |      |
| 2017 | Universiadi                | Taipei         | Eptathlon      | 5ª        | 5337 p.     |      |
| 2019 | Sudamericani               | Lima           | Eptathlon      | Argento   | 5823 p.     |      |
| 2019 | Giochi panamericani        | Lima           | Eptathlon      | 5ª        | 5868 p.     |      |